# Marian Czerwiński (1923–1996)
Marian Czerwiński (ur. 15 grudnia 1923 w Przyłogach, zm. 1996) – polski działacz partyjny i samorządowy, w latach 1951–1952 przewodniczący Prezydium Miejskiej Rady Narodowej w Koszalinie, w latach 1976–1990 wicewojewoda koszaliński.

## Życiorys
Ukończył studia magisterskie. W 1948 wstąpił do Polskiej Zjednoczonej Partii Robotniczej. Zasiadał w Miejskiej Radzie Narodowej w Koszalinie, od 15 stycznia 1951 do 18 kwietnia 1952 pełnił funkcję przewodniczącego jej prezydium. W latach 50. w Komitecie Wojewódzkim PZPR w Koszalinie kierował wydziałami: ogólnym, administracyjnym i rolnym. Należał także do egzekutywy tegoż komitetu (1957–1960, 1964–1971, od 1975). Od 1 czerwca 1976 do 31 stycznia 1990 zajmował stanowisko wicewojewody koszalińskiego, odpowiadając za kwestie rolnictwa.
Został pochowany na Cmentarzu Komunalnym w Koszalinie (kwatera GK, rząd 1a, grób 15).